# Trichogramma talitzkii
Trichogramma talitzkii är en stekelart som beskrevs av Dyurich 1987. Trichogramma talitzkii ingår i släktet Trichogramma och familjen hårstrimsteklar.
Artens utbredningsområde är Moldavien. Inga underarter finns listade i Catalogue of Life.